# Liste der Baudenkmäler in Reichertsheim

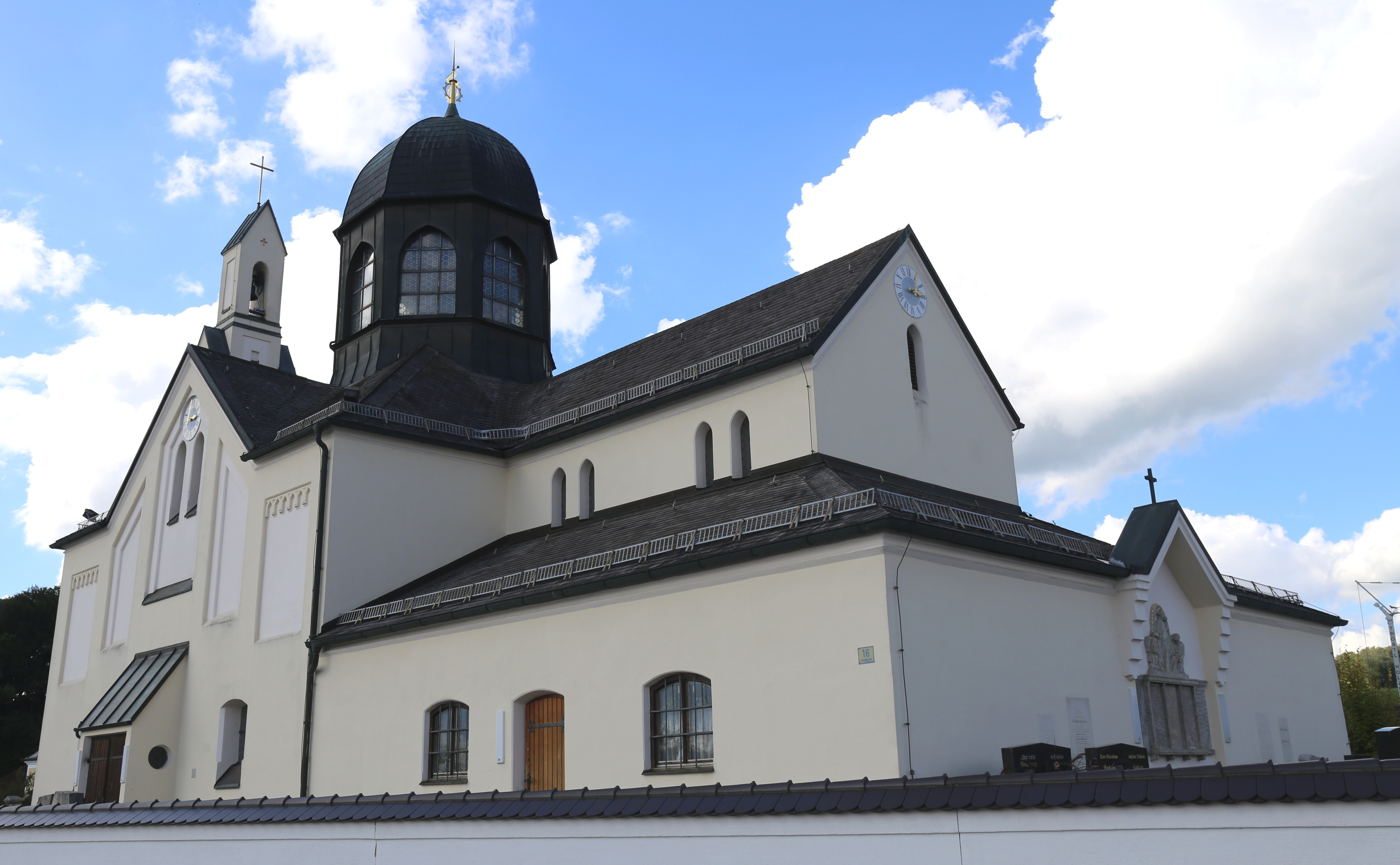
St. Maria Loreto in Ramsau

Auf dieser Seite sind die Baudenkmäler in der oberbayerischen Gemeinde Reichertsheim zusammengestellt. Diese Tabelle ist eine Teilliste der Liste der Baudenkmäler in Bayern. Grundlage ist die Bayerische Denkmalliste, die auf Basis des Bayerischen Denkmalschutzgesetzes vom 1. Oktober 1973 erstmals erstellt wurde und seither durch das Bayerische Landesamt für Denkmalpflege geführt wird. Die folgenden Angaben ersetzen nicht die rechtsverbindliche Auskunft der Denkmalschutzbehörde.

## Baudenkmäler nach Ortsteilen

### Reichertsheim
| Lage                      | Objekt                         | Beschreibung | Akten-Nr.    | Bild           |
| ------------------------- | ------------------------------ | --- | ------------ | -------------- |
| Bräustraße 10 (Standort)  | Ehemalige Schmiede             | Zweigeschossiger Satteldachbau mit Putzgliederung, bezeichnet mit dem Jahr 1800. | D-1-83-140-3 | BW             |
| Bräustraße 12 (Standort)  | Kleinhaus                      | Zweigeschossiger Flachsatteldachbau mit offener östlicher Blockwand, im Kern 18. Jahrhundert. | D-1-83-140-2 | BW             |
| Sonnenstraße 2 (Standort) | Villa des Bauunternehmens Vaas | Zweigeschossiger Halbwalmdachbau mit Kniestock, symmetrisch gegliedert durch übergiebelten Eingangsrisalit und zwei Eckerkerntürme, Fassaden mit reichem Putzdekor in Empire- und Jugendstilformen, bezeichnet mit dem Jahr 1910. | D-1-83-140-4 | BW             |
| Sonnenstraße 3 (Standort) | Mariä Himmelfahrt              | Katholische Pfarrkirche, spätgotischer Saalbau mit dreiseitig geschlossenem Chor und Westturm, Ende 15. Jahrhundert, 1764 barock umgestaltet; mit Ausstattung.                                                                    | D-1-83-140-1 | weitere Bilder |

### Ramering
| Lage                  | Objekt                                  | Beschreibung | Akten-Nr.     | Bild |
| --------------------- | --------------------------------------- | --- | ------------- | ---- |
| Ramering 1 (Standort) | Kath. Filialkirche St. Johannes Baptist | spätgotischer Bau mit Polygonalchor und Westturm, 1. Hälfte 16. Jh., auf spätromanischen Grundmauern; mit Ausstattung. | D-1-83-140-13 | BW   |
| Ramering 2 (Standort) | Wirtschaftsgebäude eines Dreiseithofes  | Flachsatteldachbau mit ostseitiger Ständerbohlenwand und Bundwerk, frühes 19. Jh.                                      | D-1-83-140-20 | BW   |
| Ramering 4 (Standort) | Ehem. Kleinbauernhaus                   | eingeschossiger Flachsatteldachbau mit hohem Blockbau-Kniestock und Blockbau-Giebel, im Kern 1. Drittel 19. Jh.        | D-1-83-140-14 | BW   |

### Thambach
| Lage                  | Objekt    | Beschreibung | Akten-Nr.     | Bild           |
| --------------------- | --------- | --- | ------------- | -------------- |
| Thambach 2 (Standort) | Gasthaus  | Zweigeschossiger stattlicher Flachsatteldachbau mit Kniestock und Fassadenmalereien, 1760, im Kern älter.                                                                                               | D-1-83-140-33 | weitere Bilder |
| Thambach 4 (Standort) | St. Georg | Katholische Filialkirche, kleiner Saalbau mit leicht eingezogenem Polygonalchor und Dachreiter, 1486 erbaut, 1770 barockisiert; mit Ausstattung.                                                        | D-1-83-140-32 | weitere Bilder |
| Thambach 6 (Standort) | Villa     | Dreigeschossiger Walmdachbau mit Eingangsrisalit, gartenseitiger Freitreppe und Kastenerker sowie Putzgliederung, um 1920, anstelle des vormaligen Herrensitzes; zugehörige kleine Parkanlage, um 1920. | D-1-83-140-34 | weitere Bilder |

### Weitere Ortsteile
| Lage                                            | Objekt                                | Beschreibung | Akten-Nr.     | Bild           |
| ----------------------------------------------- | ------------------------------------- | --- | ------------- | -------------- |
| Aign 2 (Standort)                               | Feldkapelle                           | Kleiner Satteldachbau, Ende 19. Jahrhundert; mit Ausstattung. | D-1-83-140-5  | weitere Bilder |
| Allram 1 (Standort)                             | Hofkapelle                            | Kleiner Satteldachbau mit Putzgliederung, bezeichnet mit dem Jahr 1873; mit Ausstattung. | D-1-83-140-6  | BW             |
| Bergham 6 (Standort)                            | Stadel                                | Stadel eines Dreiseithofes, Flachsatteldachbau mit massivem Erdgeschoss und Bundwerkfront, zweites Viertel 19. Jahrhundert. | D-1-83-140-7  | BW             |
| Blümstatt 1 (Standort)                          | Bildstock                             | Kleines Satteldachhäuschen, 19. Jahrhundert. | D-1-83-140-8  | BW             |
| Danzern 1 (Standort)                            | Stadel                                | Kleiner Flachdachsattelstadel mit massivem Erdgeschoss und Bundwerkoberteil, drittes Viertel 19. Jahrhundert. | D-1-83-140-10 | BW             |
| Goldbrunn 1 (Standort)                          | Stadel eines Hakenhofes               | Zweitennig mit Flachsatteldach und Bundwerkobergeschoss, bezeichnet mit dem Jahr 1876. | D-1-83-140-12 | BW             |
| Guggenstätt 1 (Standort)                        | Hakenhof                              | Wohnstallhaus, zweigeschossiger Flachsatteldachbau mit Kniestock und Traufbundwerk über dem Wirtschaftsteil, bezeichnet mit dem Jahr 1888; Querstadel, Flachsatteldachbau mit Bundwerk, Mitte 19. Jahrhundert, Erdgeschoss durch Garageneinbauten verändert. | D-1-83-140-13 | weitere Bilder |
| Höhenberg (Standort)                            | St. Leonhard                          | Kapelle, offener kleiner Satteldachbau, 1845; mit Ausstattung. | D-1-83-140-14 | BW             |
| Hütter, Nähe Kronberg (Standort)                | Lourdeskapelle                        | Kleiner Satteldachbau mit Putzgliederung und hölzernem Vorbau, am Gitter bezeichnet mit dem Jahr 1894. | D-1-83-140-15 | BW             |
| Kübelsbach 3 (Standort)                         | Einfirsthof                           | Zweigeschossiger Flachsatteldachbau mit Kniestock, Putzgliederung und Bundwerk über dem Wirtschaftsteil, Mitte 19. Jahrhundert. | D-1-83-140-17 | BW             |
| Limberg 1 (Standort)                            | St. Oswald                            | Katholische Filialkirche, kleiner einschiffiger Bau, Langhaus wohl 14. Jahrhundert, Choranbau und einheitliche Einwölbung wohl zweite Hälfte 15. Jahrhundert; mit Ausstattung. | D-1-83-140-18 | BW             |
| Ramsau, Lorettostraße 16 (Standort)             | St. Maria Loreto                      | Katholische Pfarrkirche, erbaut 1628/29 als Loretokapelle, durch überkuppelten Rechtecksaal mit Dreiecksgiebeln über den Längswänden 1859 erweitert und neugotisch ausgestaltet, dabei Loretokapelle als Altarraum einbezogen; mit Ausstattung; Lourdeskapelle, kleiner Satteldachbau mit Zinnengiebel und Lourdesgrotte, wohl um 1859/60 erbaut, um 1900 als Lourdesgrotte umgestaltet. | D-1-83-140-20 | weitere Bilder |
| Ramsau, Pfarrer-Huber-Straße 20 (Standort)      | Südflügel des Klosters Ramsau         | Dreigeschossiger barocker Walmdachtrakt, im Kern 1731, modernisiert und erweitert. | D-1-83-140-41 | BW             |
| Reichwimmer 1 (Standort)                        | Stadel                                | Stadel eines ehemaligen Dreiseithofes, freistehender Bundwerkstadel mit Flachsatteldach, 1792. | D-1-83-140-22 | BW             |
| Reisach 1 (Standort)                            | Stadel                                | Stadel eines ehemaligen Hakenhofes, mit Flachsatteldach und Bundwerk, Mitte 19. Jahrhundert, Unterbau verändert. | D-1-83-140-23 | BW             |
| Reisach, Unterfeld (Standort)                   | Wegkapelle                            | Kleiner Satteldachbau, zweite Hälfte 19. Jahrhundert; mit Ausstattung. | D-1-83-140-24 | weitere Bilder |
| Riedbach 6 (Standort)                           | Parallelhof                           | Wohnstallhaus, zweigeschossiger Flachsatteldachbau mit Putzgliederung, 19. Jahrhundert; Ständerbohlenstadel mit Flachsatteldach und Bundwerk, im Inneren bezeichnet mit dem Jahr 1833. | D-1-83-140-27 | BW             |
| Riedbach 8 (Standort)                           | St. Rupertus                          | Katholische Filialkirche, schlichter längsrechteckiger Saalbau, in der Grundsubstanz spätmittelalterlich, Westturm 1716, leicht eingezogener Altarraum durch halbrund geschlossenen Anbau 1725 erweitert, barocker Ausbau 1767; mit Ausstattung. | D-1-83-140-25 | weitere Bilder |
| Robeis 2 (Standort)                             | Stadel                                | Südflügel eines Dreiseithofes, Flachsatteldachbau mit Bundwerk über Bruchstein, um 1860/70. | D-1-83-140-28 | BW             |
| Rottenstett, in der Flur Ziegelhütte (Standort) | Bildstock                             | Gemauertes Gehäuse auf Vierkantpfeiler, 19. Jahrhundert. | D-1-83-140-30 | BW             |
| Schlicht 2 (Standort)                           | Stadel eines ehemaligen Parallelhofes | Flachsatteldachbau mit Bundwerk, Mitte 19. Jahrhundert, mit modernem Dachvorstand; östlich kleiner Bundwerkstadel mit Flachsatteldach und massivem Erdgeschoss, bezeichnet mit dem Jahr 1831. | D-1-83-140-31 | BW             |
| Weberstett 1 (Standort)                         | Stallstadel                           | Quer angebauter Flachsatteldachbau mit Bundwerk und massivem Stallteil, Mitte 19. Jahrhundert, Stallteil erneuert. | D-1-83-140-35 | BW             |
| Weichslgarten 1 (Standort)                      | Stadel                                | Stadel eines ehemaligen Parallel-, jetzt Dreiseithofes, zweitenniger Flachsatteldachstadel mit Bundwerk über massivem Erdgeschoss und Hochfahrt, drittes Viertel 19. Jahrhundert. | D-1-83-140-36 | BW             |
| Weidach 1a (Standort)                           | Bauernhaus                            | Wohnstallhaus eines ehemaligen Dreiseithofes, über erneuertem massivem Erdgeschoss Blockbau-Obergeschoss mit Flachsatteldach, zweite Hälfte 18. Jahrhundert, 1995 von der ursprünglichen Hofstelle (Weidach 1) transloziert. | D-1-83-140-37 | BW             |
| Zacherlöd 1 (Standort)                          | Stadel                                | Westflügel des Dreiseithofes, Flachsatteldachbau mit reichem Bundwerk über verbrettertem bzw. massivem Erdgeschoss, um 1837; als Südflügel angeschlossen kleinerer Flachsatteldachstadel mit reichem Bundwerk, um 1837. | D-1-83-140-39 | BW             |
| Zulehen 1 (Standort)                            | Stadel                                | Südflügel eines Dreiseithofes, langgestreckter zweitenniger Flachsatteldachstadel mit Bundwerk über massivem Erdgeschoss, 18./19. Jahrhundert. | D-1-83-140-40 | BW             |

## Abgegangene Baudenkmäler
In diesem Abschnitt sind Objekte aufgeführt, die früher einmal in der Denkmalliste eingetragen waren, jetzt aber nicht mehr existieren, z. B. weil sie abgebrochen wurden. Aktennummern in diesem Abschnitt sind ehemalige, jetzt nicht mehr gültige Aktennummern.

| Lage              | Objekt      | Beschreibung                               | Akten-Nr.     | Bild |
| ----------------- | ----------- | ------------------------------------------ | ------------- | ---- |
| Robeis (Standort) | Feldkapelle | Kleiner geöffneter Satteldachbau, um 1900. | D-1-83-140-29 | BW   |